# Pucioasa
Pucioasa (rumænsk udtale: [puˈt͡ʃjo̯asa]) er en by i distriktet Dâmbovița i Muntenien, Rumænien. Den administrerer seks landsbyer: Bela, Diaconești, Glodeni, Malurile, Miculești og Pucioasa-Sat, og har  12.953 (2021) indbyggere.
Byen ligger ved det midterste løb af Ialomița-floden, 21 km  nord for Târgoviște, i det centrale, kuperede område af distriktet, 81 km fra amtets sydlige grænse og 42 km fra distriktets nordlige grænse. 
Byens navn stammer fra den 20. september 1649, hvor den blev nævnt i et dokument som "Piatra Pucioasă" (som betyder Svovlsten, hvilket henviser til  fund af svovl i nærheden.